# Ferran Velazco i Querol
Ferran Velazco Querol és un jugador català de rugbi.

## Biografia
Ferran Velazco va néixer el 23 de juny de 1976 a Barcelona. Fa 1,79 metres d'alçada i pesa 84 kg. Juga a la Unió Esportiva Santboiana a la posició d'arrière, amb la qual ha estat campió de lliga espanyola. Amb la selecció d'Espanya ha jugat més de 50 partits i n'ha estat capità. Va debutar amb aquesta el 8 de novembre de 1997 en un enfrontament contra Andorra i ha disputat la Copa del del món de l'any 1999.